# 비탈리 뭇코

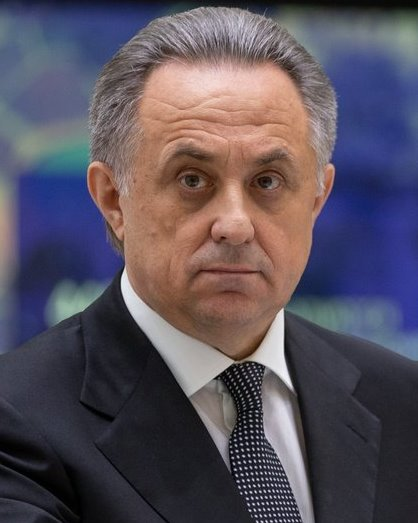

비탈리 레온티예비치 뭇코(Vitaly Leontiyevich Mutko, Виталий Леонтьевич Мутко, 1958년 12월 8일, 크라스노다르 크라이 ~)는 러시아의 정치인이다. 2008년 3월 이래 러시아의 스포츠, 여행, 청소년 정책 장관을 맡고 있다. 뭇코는 러시아 축구 클럽 FC 제니트 상트페테르부르크의 구단주, 러시아 축구 협회 회장을 지낸 바 있는 인물이다.